# Hidden & Dangerous
Hidden & Dangerous Taktik-Shooter-Computerspiel, das von Illusion Softworks entwickelt wurde und 1999 für Microsoft Windows von TalonSoft veröffentlicht wurde. Es ist der Debüttitel des tschechischen Entwicklerstudios.
Im selben Jahr erschien bereits eine Computerspiel-Erweiterung namens Hidden & Dangerous: Fight For Freedom (außerhalb Europas als Hidden & Dangerous: Devil's Bridge) bei TalonSoft. Mit der Hidden & Dangerous: Gold Edition erschien 2000 das Hauptspiel mit der Erweiterung als Sammlung. 2000 folgte eine Portierung auf den Dreamcast, die ebenfalls von TalonSoft verlegt wurde. Eine Fassung für PlayStation erfolgte 2001, veröffentlicht durch Take 2 Interactive.
Um den Nachfolger Hidden & Dangerous 2 zu bewerben, erschien mit Hidden & Dangerous Deluxe 2002 eine überarbeitete Fassung als Freeware. 2017 erschien bei gog.com wieder unter dem Namen Hidden & Dangerous: Action Pack eine Computerspielesammlung, die das Originalspiel, die Erweiterung und die Deluxe-Version kombiniert.

## Spielprinzip
Der Spieler befehligt eine SAS-Kommandoeinheit, die während des Zweiten Weltkrieges hinter feindlichen Linien kämpft. Die Soldaten und Widerstandskämpfer besitzen dabei unterschiedliche Fähigkeiten und müssen gezielt ausgerüstet werden. Über eine isometrische Karte wird der Einsatz erklärt und den computergesteuerten Kameraden Anweisungen gegeben. Einzelne Soldaten werden in Ego- und Third-Person-Perspektive gesteuert.

## Rezeption
Martin Schnelle von PC Player verwies auf die schwache Gegner-KI und den hohen Schwierigkeitsgrad. Sein Kollege Jochen Rist hob die realistische Aufmachung und Atmosphäre hervor. Das Spiel motiviere durch die abwechslungsreichen Schauplätze. Die Steuerung sei jedoch träge und schlecht gelöst. Sowohl er als auch sein Kollege Thomas Werner wiesen darauf hin, dass die zensierte deutsche Fassung viel einbüße. Die Akustik sei hervorragend. Der taktische Teil hingegen wirke aufgesetzt. Chris Peller von Power Play betonte die hohe Detailverliebtheit der Simulation, die Rainbow Six überlegen sei. Christian Müller von PC Action machte darauf aufmerksam, dass man das Spiel bei Fehlversuchen vielfach neu laden müsse und das Spiel so viel Geduld verlange.
Stephan Freundorfer hob die gute Mischung aus Strategie und Action sowie die dichte Atmosphäre durch den historischen Hintergrund hervor. Die Missionen seien vielfältig und benötigen Planung. Das Verhalten der computergesteuerten Kameraden, die Kollisionsabfrage und die Performance auf der Dreamcast sei schwach. Insgesamt handele es sich um eine lieblose Portierung. Video Games hingegen bewertete die Gegner KI als gut, wies jedoch darauf hin, dass einige Missionen auf Versuch und Irrtum hinauslaufen.